# Polovets
Polovets (ryska: Половец) är ett vattendrag i Belarus.   Det ligger i voblasten Vitsebsks voblast, i den nordöstra delen av landet, 250 km nordost om huvudstaden Minsk.
Omgivningarna runt Polovets är en mosaik av jordbruksmark och naturlig växtlighet. Runt Polovets är det ganska glesbefolkat, med 32 invånare per kvadratkilometer.